# Aïn Fras
Aïn Fras (em árabe: عين فراس) é uma cidade e comuna localizada na província de Mascara, Argélia. Segundo o censo de 2008, a população total da cidade era de 1 747 habitantes.